# Faliraki
Faliraki (řecky Φαληράκι) je řecké město na ostrově Rhodos. Je částí obecní jednotky Kallithea. Nachází se na severovýchodním pobřeží ostrova, 15 km jižně od hlavního města Rhodos.

## Obyvatelstvo
Podle sčítání lidu v roce 2011 zde žilo 1996 obyvatel.

## Využití
Poblíž města se nachází hlavní letiště ostrova. Jedná se především o turistické a zábavní letovisko. K dispozici jsou zde řady apartmánů, hotelů a pláží, u kterých je možné koupání ve Středozemním moři. Nachází se zde také akvapark s asi 36 tobogány různých obtížností a velký lunapark s velkým ruským kolem a dalšími atrakcemi.